# Rhaphuma constricta
Rhaphuma constricta là một loài bọ cánh cứng trong họ Cerambycidae.